# Legió II Flavia Virtutis
La Legió II Flavia virtutis («Flàvia valenta») va ser una legió romana comitatensis, creada per l'emperador Constanci II (337-361), juntament amb la I Flavia Pacis i la  III Flavia Salutis.
Segons Ammià Marcel·lí l'any 360 la II Flavia Virtutis estava aquarterada a Bezabde amb la II Armeniaca i la II Parthica, quan el rei de Pèrsia Sapor II va assetjar i conquerir la ciutat, matant a tots els seus habitants.
Segons la Notitia Dignitatum, al començament del segle v, la legió comitatensis secundani (molt probablement aquesta II Flavia Virtutis) estava sota el comandament del comes d'Àfrica.